# Nachal Jošivja
Nachal Jošivja (hebrejsky: נחל יושיביה) je vádí v severní části Negevské pouště, která spadá do pobřežní nížiny, v jižním Izraeli, nedaleko od hranice s pásmem Gazy.
Začíná v nadmořské výšce necelých 150 metrů východně od vesnice Jošivja. Směřuje pak k severozápadu mírně zvlněnou a zemědělsky využívanou krajinou, která díky systematickému zavlažování ztratila pouštní ráz. Poblíž dálnice číslo 34 ústí zleva do toku Nachal Šlachim.